# أحد بيغلو
أحد بيغلو (بالإنجليزية: Ahad Beyglu)‏ هي مستوطنة تقع في قسم بائين برزند الريفي (مقاطعة غرمي) في إيران. يقدر عدد سكانها بـ 23 نسمة بحسب إحصاء 2016.